# الک، البانیا
الک، البانیا (به لاتین: Alk, Albania) یک منطقهٔ مسکونی در آلبانی است که در شهرستان لژه واقع شده‌است.